# Jeanne Jugan
Jeanne Jugan, in religione Maria della Croce (Cancale, 25 ottobre 1792 – Saint-Pern, 29 agosto 1879), è stata una religiosa francese, fondatrice della congregazione delle Piccole Sorelle dei Poveri. È stata proclamata santa da papa Benedetto XVI nel 2009.

## Biografia
Nacque a Cancale, piccolo porto peschereccio della Bretagna, nel 1792: suo padre, marinaio, scomparve in mare quando lei era ancora bambina. Nel 1810 entrò a servizio della viscontessa de la Chouë, a Saint-Coulomb, e lavorò poi come infermiera presso la casa di un'anziana signora di Saint-Servan-sur-Mer. Nel 1835 la sua assistita morì, lasciandola erede dei suoi risparmi.
Nel frattempo la Jugan aveva aderito alla società del Cuore della Madre Ammirabile: nel 1836 accolse nella sua casa i suoi primi ospiti, tra cui un'anziana cieca, ed organizzò con delle amiche un gruppo di giovani donne dedite alla loro assistenza. La comunità costituì il nucleo originario di quella che divenne la congregazione delle Piccole Sorelle dei Poveri, poste sotto la direzione spirituale dell'Ordine Ospedaliero di San Giovanni di Dio. L'istituto ottenne l'approvazione diocesana nel 1852 e quella della Santa Sede nel 1854, arrivando a contare oltre 2000 religiose in pochi anni.
La fondatrice, che intanto aveva adottato il nome religioso di Maria della Croce, venne presto destituita dal suo ruolo di Superiora dell'istituto, e trascorse il resto della sua vita svolgendo il ruolo di questuante: con il denaro raccolto, acquistò l'ex monastero di La Tour Saint-Joseph, presso Saint-Pern, che divenne la casa madre della congregazione.

## Culto
Riconosciutane l'eroicità delle virtù, la Santa Sede le ha attribuito il titolo di Venerabile il 13 luglio del 1979: papa Giovanni Paolo II l'ha beatificata il 3 ottobre 1982 in Piazza San Pietro a Roma.
Il 6 dicembre, il Papa Benedetto XVI ha firmato il decreto di riconoscimento di un secondo miracolo attribuito all'intercessione della donna, preludio al processo di canonizzazione.
Il suo nome è presente nel Martirologio Romano, al giorno 29 agosto.
L'11 ottobre 2009 papa Benedetto XVI l'ha proclamata santa.